# Nikolái Kámov
Nikolái Ilich Kámov, en ruso Николай Ильич Камов; (Irkutsk, 1  de septiembre de 1902-Moscú, 24 de noviembre de 1973), jefe de la oficina de estudios soviética (en la actualidad rusa) OKB-938, también conocida como OKB-Kámov, especializada en el diseño de helicópteros.

## Biografía
Tras terminar en 1923 sus estudios de ingeniería  en el Instituto Tecnológico de Tomsk, Kámov construyó en 1929, junto a Nikolái Skrzhinski el primer autogiro soviético, el KaSkr-1.
En 1944 diseño su primer helicóptero, el Ka-8. Este presentaría ya las características típicas de todos los modelos Kámov que le siguieron: los dos rotores coaxiales contrarrotativos que evitan el uso de un rotor anti-par (que reduce las prestaciones del aparato), disminuyendo los riesgos de lesiones del personal de tierra.
A lo largo de los años siguientes, Kámov diseña otros modelos, entre los cuales los más conocidos son los Ka-10, Ka-15, Ka-18 (Medalla de Oro en la Exposición de Bruselas de 1958), Ka-22 Vintokryl (convertible, rotores y turbopropulsores en un extremo del plano de sustentación, Ka-25 y Ka-26.
Fue condecorado con la Orden de Lenin en 1962.